# Stockholm City (tidning)

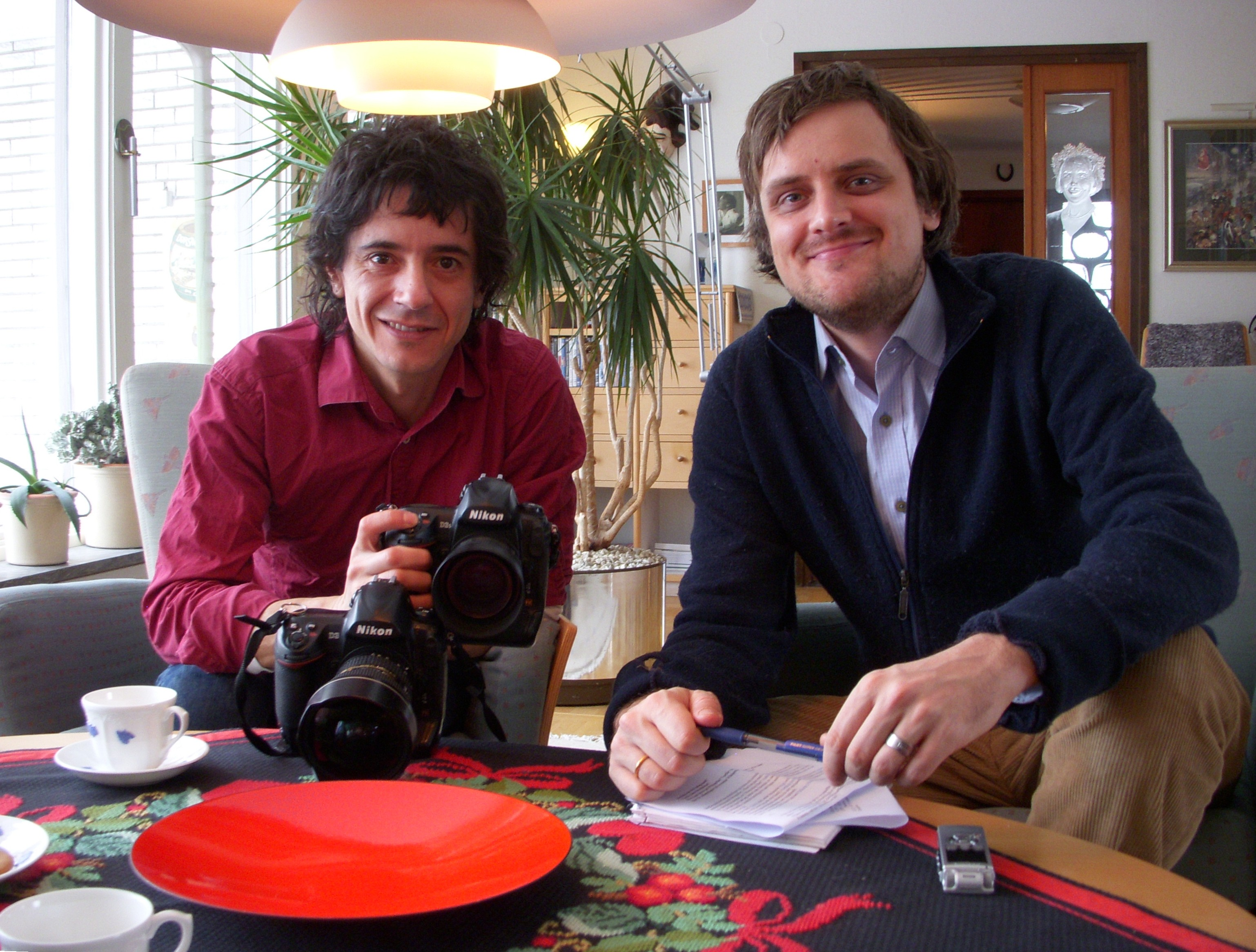
Frilansfotografen José Figueroa och Citys journalist Emil Arvidsson.

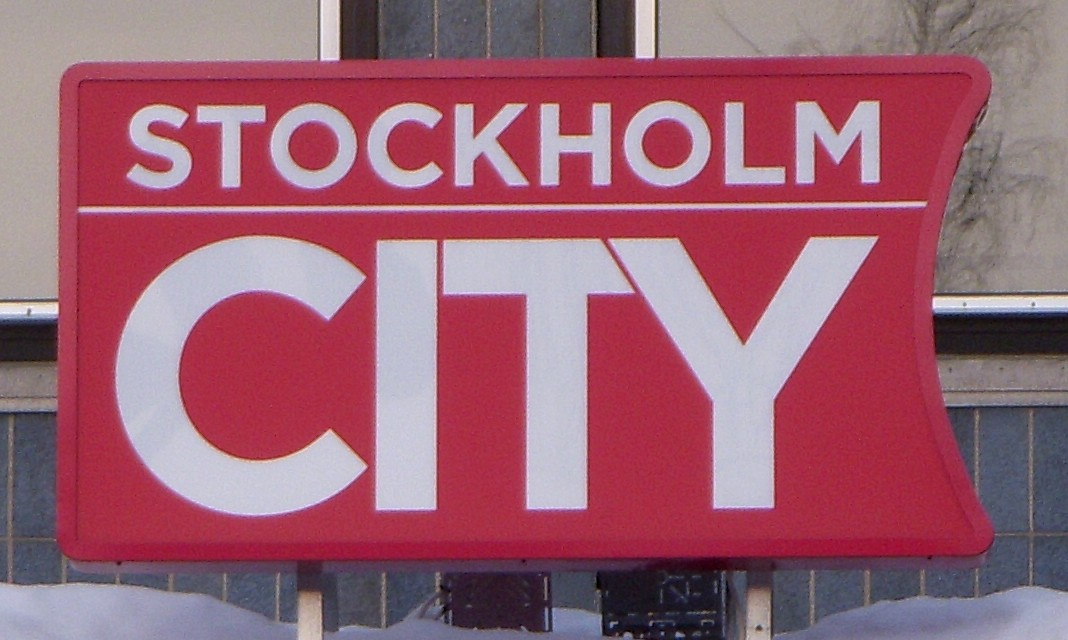
Skylt på DN-huset.

Stockholm City var tidningen fullständiga titel, ofta kallades tidningen enbart City, var en Bonnier-ägd gratistidning som delades ut i Storstockholm mellan åren den 21 oktober 2002 till den 4 juli 2011. Förlagsnamnet var Stockholm City i Sverige aktiebolag. Tidningen bevakade händelser i Stockholms län och utkom på slutet endast två gånger i veckan; måndagar och torsdagar. 

## Historik
Stockholm City startade i oktober 2002, för att konkurrera med MTG:s gratistidning Metro. Tidningen delades i början ut manuellt av kolportörer, men lades senare i ställ som placerades ut i anslutning till kollektivtrafiken och på andra välbesökta offentliga platser. Tidningsställ fanns framför allt i Stockholms län, men även på en del platser i Uppsala och Södermanlands län.
Tidningen hade flera editioner först i Stockholm och Södertälje, sedan i Västerås och Uppsala och Norrtälje. Datumen för editionerna framgår delvis av tryckerierna utom i fallet Uppsala vars edition fortsatte med Stockholm som tryckort till 2006.
Tidningen hade flera bilagor. 2004-2007 kom Nöje ut som bilaga på fredagar. Bilagan ändrade namn till Kollen och Citykollen men hade samma inriktning på nöje och kultur. Bilagan upphörde 29 augusti 2008.
Utgivningsfrekvens var 2002 till 29 augusti 2008 5 nummer i veckan måndag-fredag. Från 2008 till 16 april 2009 (påsken) tre dagar i veckan och sedan 2 dagar måndag och torsdag till nedläggningen.

## Redaktion
| Period                 | Ansvarig utgivare | Period                 | Redaktör          |
| 2002-10-21--2003-10-31 | Nestius, Mikael   | 2002-10-21--2003-10-31 | Ekman, Pelle      |
| 2003-11-03--2004-10-21 | Larsson, Torbjörn | 2003-11-03--2009-06-30 | Nestius, Mikael   |
| 2004-10-22--2006-02-27 | Nestius, Mikael   | 2009-08-13--2010-09-30 | Sjödin, Stefan    |
| 2006-02-28--2006-03-01 | Ekspong, Katarina | 2010-10-05--2011-07-04 | Gurestam, Mathias |
| 2006-03-02--2009-06-30 | Nestius, Mikael   |                        |                   |
| 2009-08-13--2011-07-04 | Frodin, Daniel    |                        |                   |

Redaktionsort för tidningen var hela tiden Stockholm. Tidningen var partipolitiskt oberoende.

## Tryckning
Tidningen var en tabloid (satsyta  37x 25 cm). Under hela utgivningen och i alla upplagor trycktes tidningen i fyrfärg. Sidantal varierade mellan 24 och 44 sidor med bara 24 sidor sista året trots utgivning bara 2 dagar i veckan. Tidningens omfång minskade drastiskt under utgivningstiden.
Tryckeri var från oktober 2002 till och med september 2009 Svenska tryckcentralen aktiebolag i Vällingby, med en annan upplaga tryckt hos Tabloidtryck i Norden aktiebolag i Södertälje under samma tid. 2003 till 1 september 2005 hette de två tryckerierna VLT press aktiebolag i Västerås och Aktiebolag Upsala nya tidnings tryckeri i Uppsala. Under tiden 2 september 2004 till 1 september 2005 trycktes tidningen även i Norrtälje av Tabloidtryck i Norden aktiebolag. Den 2 september 2005 till 26 januari 2007 trycks tidningen hos JMS tidningstryckarna aktiebolag i Stockholm. Från 14 november 2005 till tidningens nedläggning är BOLD/DNEX tryckeri aktiebolag i Stockholm tidningens sista tryckeri.

## Upplaga
Stockholm City hade 366.000 dagliga läsare enligt Orvesto 2010:3. Upplagan var 2003 222 000 ock ökade till 297 000 under 2006, men föll sedan till 234 000 2008 och sista ett och ett halvt åren låg den på 188 000.

## Nedläggningsorsak
Den 13 juni 2011 släppte Bonnier Tidskrifter ett pressmeddelande som bekräftade att Stockholm City läggs ner på grund av dålig lönsamhet.
I juli 2011 lades tidningen Stockholm City ner. I samband med avvecklingen pratade dagensmedia.se med fackklubbsordföranden Jessica Ritzén om nedläggningen. Hon sa då att tidningen började vända till vinst. Tidningens sista bokslut visar dock att tidningen fortsatt var en förlustaffär. Tidningens rörelseresultat var 12 miljoner kronor för 2011, jämfört med minus 21 miljoner kronor 2010. Tidningen halverade  sin förlust, men  tidningen upphörde med sin verksamhet efter juni 2011.Tidningens nettoomsättning hamnade på 21 miljoner för 2011, att jämföra med 39 miljoner för 2010."Under verksamhetsåret 2011 första sex månader fortsatte verksamheten att gå med förlust då återhämtningen på annonsmarknaden inte var den förväntade. I juni beslöt bolaget sig för att lägga ner tidningen Stockholm City", lyder ett stycke ur förvaltningsberättelsen.

## Journalister vid Stockholm City (urval)
- Malena Rydell,
- Emil Arvidson,
- PM Nilsson,
- Kajsa Ekis Ekman,
- Warda Khaldi,
- Sara Mac Key,
- Andreas Nordström,
- Sofia Runarsdotter,
- Jenny Damberg,
- Ida Berg,
- Emelie Thorén,
- Natalia Kazmierska,
- Agnes af Geijerstam,
- Hannes Delling,
- Jessica Ritzén,
- Plura Jonsson (matskribent),
- Annette Kullenberg (krönikör),
- Annika Norlin (krönikör),
- Dan Hallemar (krönikör),
- Klas Ekman,
- Niclas Ericsson (kommun- och landstingsreporter),
- Lina Wennersten (kultur/nöje),
- Annah Björk (kultur/nöje).